# ألبرتو برزي
ألبرتو برزي (بالإيطالية: Alberto Brizzi)‏ مواليد 26 مارس 1984 في إيطاليا، هو لاعب كرة مضرب إيطالي بدأ مسيرته كمحترف سنة 2003 يلعب باليد اليمنى. أعلى تصنيف له في تصنيف رابطة محترفي كرة المضرب في الفردي كان المركز الـ 230 في سنة 2010.

## روابط خارجية
- ألبرتو برزي على موقع رابطة محترفي التنس (الإنجليزية)
- ألبرتو برزي على موقع الاتحاد الدولي لكرة المضرب (الإنجليزية)
- ألبرتو برزي على موقع خلاصة التنس.كوم (الإنجليزية)
- ألبرتو برزي على موقع إي إس بي إن.كوم (الإنجليزية)